# Kościół w Schmagerowie
Kościół w Schmagerowie (niem. Dorfkirche Schmagerow) – protestancka świątynia w niemieckiej gminie Ramin, w dzielnicy Schmagerow. Filia parafii Retzin.

## Historia i architektura
Kościół wzniesiono w 1768 roku z czerwonych cegieł i kamienia, w stylu klasycystycznym. Pierwotnie świątynia była otynkowana. W latach 30. XX wieku zawalił się dach kościoła, który zniszczył również sklepienie, przez co przez kolejne 30 lat świątynia była niezadaszona. Nowy, modernistyczny strop założono w 1961 roku. Wnętrze obiektu zdobi ołtarz z wbudowaną amboną z drugiej połowy XVIII wieku. Pod dachem zawieszono dwa dzwony odlane w Szczecinie w latach 1654 i 1827.